# 제26회 카를로비바리 국제 영화제
제26회 카를로비바리 국제 영화제는 1988년 7월 7일에 열린 시상식이다.

## 수상 및 후보

### 대상(장편)
- 부용진 - 셰진 수상